# 蘇格蘭英語

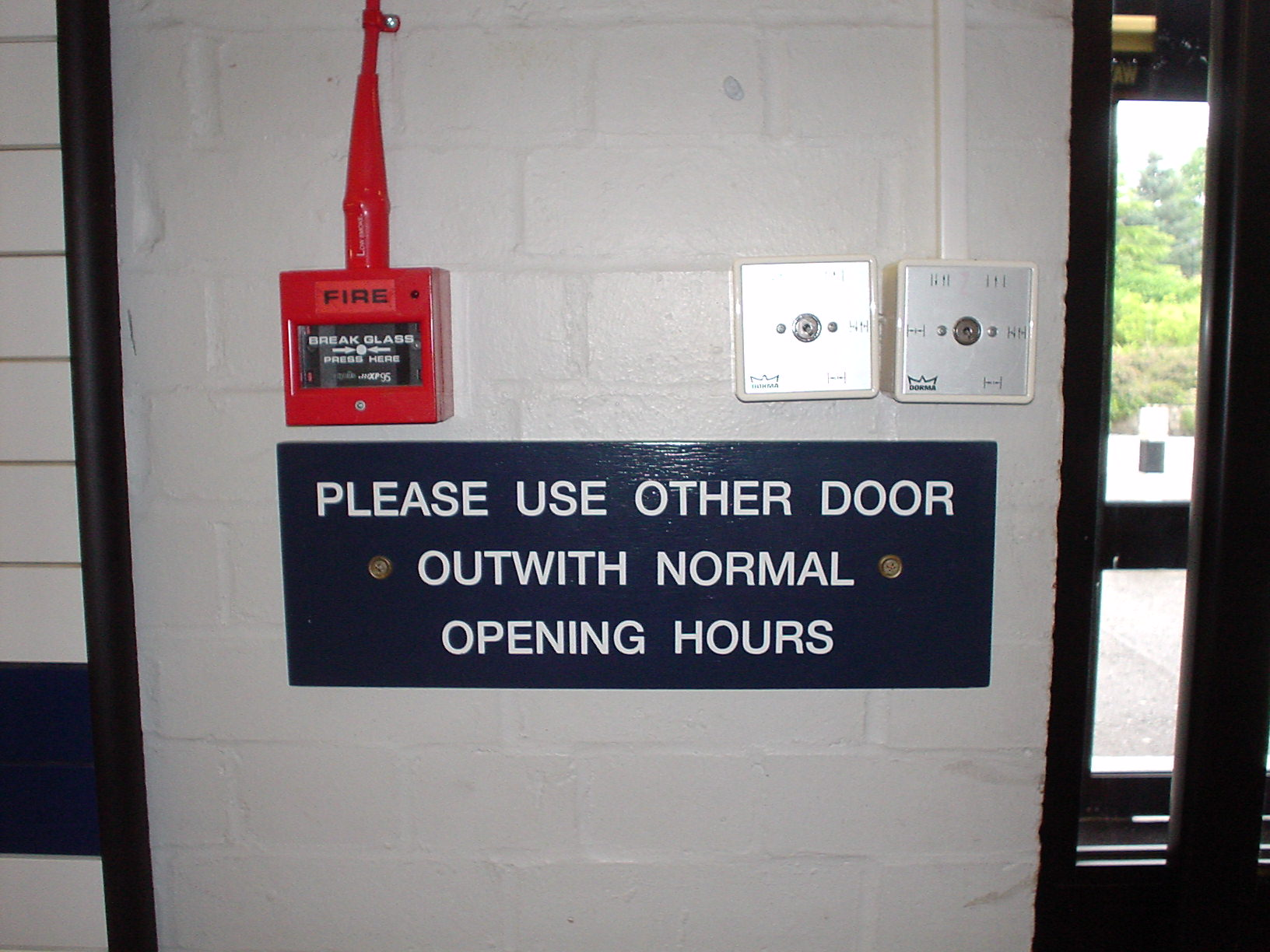
outwith是一個典型的蘇格蘭英語的例子

蘇格蘭英語（英語：Scottish English），一種英語的變體，在蘇格蘭使用。最主要的、正式的蘇格蘭英文，被稱為標準蘇格蘭英語（Standard Scottish English）或蘇格蘭標準英語（Scottish Standard English，縮寫為SSE）。在蘇格蘭，蘇格蘭英語作為口語和書面語言均被廣泛使用。
蘇格蘭英語受到了同屬日耳曼語族的蘇格蘭語的很強影響；在蘇格蘭高地地區，當地的英語受到了凱爾特語系的蘇格蘭蓋爾語的強烈影響。由於這些原因使得蘇格蘭英語有極強的口音，也使得其他地區的英語使用者較難理解蘇格蘭英語。典型的蘇格蘭英語的例子有stay（在這裡表居住之意，相當於標準英語的）、outwith（意為「外側」，相當於標準英語的）等。